# 上半平面

上半平面

上半平面（upper half-plane）H是一数学名詞，是指由虛部為正的复数組成的集合：
{\displaystyle \mathbb {H} =\{x+iy\mid y>0;x,y\in \mathbb {R} \}.}
此詞語的由來是因為虛數x + iy常視為是在笛卡儿坐标系下，平面中的點(x,y)，若垂直方向為Y軸時，其上半平面對應X軸以上的區域，因此也對應y > 0區域的複數。
上半平面是許多複分析中重要函數的定義域，特別是模形式。y < 0的下半平面其實也有類似的意義，不過在定義上，較少人用下半平面來定義。开单位圆盘 D（所有绝对值小於1的複數形成的集合）可以由共形映射轉換到H（參照庞加莱度量），因此表示有可能在H和D之間轉換。
上半平面在双曲几何中有重要的地位，庞加莱半平面模型提供一種檢驗雙曲運動的方式。龐加萊度量提供此空間下的雙曲度量张量。
曲面的单值化定理提到上半平面是所有高斯曲率為負常數之空間的萬有覆疊空間。
閉上半平面（closed upper half-plane）是上半平面和X軸的并集，也是上半平面的闭包。

## 擴展
在微分几何中常見的擴展是双曲n-空间 Hn，最大对称，單連通，截面曲率為-1的n維黎曼流形。此表示方式下，上半平面為H2因為其實維度為2。
数论中的希爾伯特模形式和一些函數在許多上半平面組成的空間Hn有關。另一個數論研究者感興趣的空間是西格爾上半平面Hn，是西格爾模形式的定義域。